# Товариство з обмеженою відповідальністю
Товари́ство з обме́женою відповіда́льністю (скорочено «ТОВ» або «ТзОВ») — організація, суб'єкт господарювання, статутний капітал якої поділений на частки, розмір яких встановлюється статутом товариства. Товариство з обмеженою відповідальністю є різновидом господарських товариств.
Сутність товариства з обмеженою відповідальністю в тому, що учасники такого товариства відповідають за його зобов'язаннями в обмеженому об'ємі. Назва товариство з обмеженою відповідальністю не означає обмеження відповідальності товариства як суб'єкта господарського права певними розмірами майна або грошових коштів, йдеться про обмеження відповідальності учасників, які несуть ризик збитків у межах їхніх внесків до статутного капіталу, які вони можуть втратити. Але додаткових вимог до учасників не висуваються, стягнути з учасників додаткові суми (на відміну від повного чи командитного товариства) не можна.

## Розповсюдженість товариств з обмеженою відповідальністю
Організаційно-правова форма товариства з обмеженою відповідальністю народилася в Німеччині наприкінці позаминулого століття (Закон 1892 року, чинний зі змінами й доповненнями і тепер). У континентальному європейському праві вона отримала поширення після Першої світової війни, а в англо-американському праві замість неї використовувалася правова конструкція «закритої компанії» (англ. closed corporation).
Форма «обмеженого партнерства», що включає генерального партнера, який займається повсякденним управлінням компанією, і партнерів з обмеженою відповідальністю, виникла тільки в 1960-х рр.
Товариство з обмеженою відповідальністю є однією з найпоширеніших організаційно-правових форм юридичної особи. Ця форма організації юридичних осіб широко використовується практично у всіх державах: нім. Gesellschaft mit beschränkter Haftung (GmbH) — в Німеччині; нід. Besloten Vennootschap (BV) — у Нідерландах; фр. Société à Responsabilité Limitée (S.A.R.L.) — у Франції; пол. Spółka z ograniczoną odpowiedzialnością (Sp. z o.o.) — у Польщі. В модифікованому вигляді — англ. Limited Liability Partnership (LLP) — у Великій Британії і англ. Limited Liability Company (LLC) — у США.
На цей час це найпоширеніша організаційно-правова форма комерційних організацій у світі. Ця обставина говорить про перевагу даної організаційно-правової форми для учасників підприємницької діяльності.
Даний вид компаній — винахід, викликаний вимогами практики господарювання, що показала недостатню еластичність акціонерних корпорацій (з одного боку) і обмежені можливості повних товариств, що перешкоджали їх широкому поширенню, — з іншого.

### Переваги ТОВ
1. Засновниками та учасниками ТОВ можуть бути як фізичні, так і юридичні особи, як резиденти, так і нерезиденти.
2. Розмір статутного капіталу ТОВ не обмежується. Гнучкі умови наповнення статутного капіталу.
3. Не забороняється реєстрація ТОВ з одним учасником.
4. Спрощена система управління підприємством — повноваження виконавчого органу підприємства, як правило, одноосібного, обмежені повноваженнями вищого органу управління — зборів засновників (учасників).
5. Відсутність законодавчо встановлених вимог до складання та подання спеціальної звітності, а також її опублікування (як для АТ).
6. Учасники товариства не відповідають за його зобов'язаннями[3] і несуть ризик збитків, пов'язаних з діяльністю товариства, у межах вартості зроблених ними внесків[4].
7. Відсутня необхідність здійснювати додаткові фінансові витрати на організацію обліку і проведення операцій з цінними паперами акціонерів.
8. Вільний вихід з ТОВ з передачею своєї частки капіталу іншим засновникам[5].

## Товариства з обмеженою відповідальністю в Україні

### Історичний нарис правового регулювання ТОВ
У дореволюційній Росії господарські товариства зі складеним капіталом іменувалися торговими товариствами, оскільки торгівля зазвичай асоціювалася з комерційною діяльністю.
Цивільний кодекс УРСР 1922 року (набрав чинності з 1 лютого 1923 р.; формально діяв до 1964 р.) встановлював, зокрема, такі положення щодо товариств з обмеженою відповідальністю:
318. Товариством з обмеженою відповідальністю визнається товариство, всі учасники якого (товариші) провадять торгівлю або промисел під спільною фірмою і за зобов'язання товариства відповідають не тільки внесеними в товариство вкладами, але і особистим майном в однаковому для всіх товаришів кратному (наприклад, трьохкратному, п'ятикратному, десятикратному) відношенні до суми вкладу кожного товариша.
319. У випадку неспроможності одного товариша відповідальність його за борги товариства розподіляється між іншими учасниками товариства пропорційно до їх вкладів. Проте, ніхто з товаришів не несе перед третіми особами або перед іншими учасниками товариства якої-небудь майнової відповідальності понад його вкладу та встановленої кратної до вкладу відповідальності.
320. Товариства з обмеженою відповідальністю допускаються до заснування лише в тих галузях народного господарства, де вони прямо дозволені законом (наприклад, електрифікаційні товариства, товариства відповідальної праці та ін.), або лише за спеціальним дозволом у кожному окремому випадку уповноважених органів робітничо-селянського уряду.
Положення про фірму 1927 року (застосовувалося на території України з перервами до 2004 р.) закріплювало в числі організаційно-правових форм товариство (рос. товарищество) з обмеженою відповідальністю.
7 лютого 1991 року — прийняті Закони Української РСР «Про власність» та «Про підприємництво».
Закон «Про власність» (діяв до 2007 року) визнав господарські товариства суб'єктами права колективної власності, а Закон «Про підприємництво» (утратив чинність з 2004 року, крім статті 4) визначив загальні принципи підприємницької діяльності, проголосив свободу вибору організаційних форм підприємництва.
27 березня 1991 року — прийнятий Закон Української РСР «Про підприємства в Українській РСР» (діяв до 2004 року).
У названих вище законодавчих актах поняття «товариство з обмеженою відповідальністю» не застосовувалося.
19 вересня 1991 року — прийнятий Закон України «Про господарські товариства», який діє до цього часу.
Статті 50-64 Закону про господарські товариства були присвячені товариствам з обмеженою відповідальністю. Зокрема, статутний фонд ТОВ повинен був становити не менше 50 тисяч карбованців.
16 січня 2003 року прийняті Цивільний та Господарський кодекси України.
15 травня 2003 року прийнятий Закон України «Про державну реєстрацію юридичних осіб та фізичних осіб-підприємців», що значно реформував процедуру державної реєстрації ТОВ та інших суб'єктів підприємництва, а також ввів поняття «державна реєстрація припинення юридичної особи».
16 листопада 2011 року затверджено постановою КМУ модельний статут ТОВ.
6 лютого 2018 року прийнятий, а 17 червня набрав чинності Закон «Про товариства з обмеженою та додатковою відповідальністю».

### Сучасне правове становище ТОВ
Діяльність товариств з обмеженою відповідальністю регламентується Цивільним кодексом України, Господарським кодексом України, Законом України «Про товариства з обмеженою та додатковою відповідальністю», а також іншими законодавчими актами України.
Особливостями товариств з обмеженою відповідальністю є:
- ТОВ є юридичною особою і підлягає державній реєстрації відповідно до закону.
- ТОВ є видом господарських товариств.
- Мінімальна кількість учасників ТОВ — одна особа.
- Максимальна кількість учасників ТОВ не обмежується.
- Установчим документом ТОВ є статут.
- Статутний капітал ТОВ складається з номінальної вартості часток його учасників, виражених у національній валюті України. Вкладом учасника товариства можуть бути гроші, цінні папери, інше майно.
- Статутний капітал ТОВ підлягає сплаті учасниками товариства до закінчення шести місяців із дня державної реєстрації товариства.
- Вищим органом ТОВ є загальні збори його учасників.
- ТОВ має виконавчий орган (колегіальний або одноособовий), який здійснює поточне керівництво його діяльністю і є підзвітним загальним зборам його учасників.
- Контроль за діяльністю дирекції (директора) товариства з обмеженою відповідальністю здійснюється наглядовою радою.
- ТОВ припиняє свою діяльність шляхом злиття, приєднання, поділу, перетворення або в результаті ліквідації. Крім того, може бути проведено виділ — створення одного або більше товариств із переданням йому (їм) згідно з розподільним балансом частини майна, прав та обов'язків товариства, з якого здійснюється виділ, без припинення останнього[13].

#### Права ТОВ
Товариство з обмеженою відповідальністю:
- має самостійний баланс, рахунки в банках, печатку із своїм найменуванням, ідентифікаційним кодом, штампи, фірмові бланки, може мати фірмовий знак, а також знак для товарів і послуг та інші реквізити;
- діє на принципах повної господарської самостійності і самоокупності, несе відповідальність за результати своєї господарської діяльності та виконання зобов'язань;
- може набувати майнові та особисті немайнові права, нести обов'язки, вчиняти правочини відповідно до законодавства та статуту, бути позивачем в суді, у тому числі у відповідних юрисдикційних органах інших держав;
- має право випускати (емітувати) в установленому законодавством порядку цінні папери;
- самостійно планує свою господарську діяльність і провадить таку діяльність на підставі договорів;
- реалізує власну продукцію (роботи, послуги).

ТОВ має право утворювати в установленому законодавством порядку філії, представництва, інші відокремлені структурні підрозділи, бути засновником юридичних осіб (у тому числі дочірніх підприємств) як на території України, так і за її межами.
ТОВ разом з іншими суб'єктами господарювання може утворювати спілки, асоціації та інші об'єднання.
ТОВ несе відповідальність за своїми зобов'язаннями всім належним йому майном, але не відповідає за зобов'язаннями своїх учасників.

#### Модельний статут
ТОВ може діяти на підставі модельного статуту, який затверджено Кабінетом міністрів України.
Використання модельного статуту дозволяє спростити процедуру утворення та діяльності товариства, зменшити обсяг документів (нема потреби окремо затверджувати та засвідчувати статут).
Якщо суб'єкт господарювання створюється та діє на підставі модельного статуту, в рішенні про його створення, яке підписується усіма засновниками, зазначаються відомості про його найменування, мету і предмет господарської діяльності, а також інформація про провадження діяльності на основі модельного статуту.

## Порівняння ТОВ з акціонерними товариствами
Товариство з обмеженою відповідальністю належить до числа так званих «об'єднань капіталів», відрізняються від акціонерних товариств більш тісними відносинами учасників, більш закритим характером членства.
Зазвичай ТОВ орієнтоване на суб'єкти малого підприємництва, у той час як акціонерні товариства є правовою формою об'єднання великого капіталу.
Незважаючи на те, що кількість акціонерних товариств набагато менша, ніж товариств з обмеженою відповідальністю, оборот останніх значно менший, ніж оборот акціонерних товариств.
Усі форми господарювання потрібні суспільству. Задля економічної рівноваги в різних сферах господарства повинні працювати і діяти різноманітні (різнопрофільні) підприємства і товариства різних форм власності і організаційно-правових форм. Таке розмаїття економічного поля може забезпечити стійкість розвитку економіки, нормальну конкуренцію і, отже, задоволення продукцією власного ринку.
Як зазначає Н. О. Саніахметова, найбільш розповсюдженими в підприємницькій практиці є акціонерні товариства і товариства з обмеженою відповідальністю. Їх схожість виявляється у декількох аспектах:
- обмежена відповідальність акціонерів (учасників) по зобов'язаннях товариства в межах належних їм акцій (вкладів);
- наявність розділеного на частки (акції) статутного капіталу;
- залежність відносин учасників, розміру їх доходу (дивідендів) від розміру їх вкладів (кількості акцій).

Відмінності між АТ і ТОВ виявляється, передусім у способі формування статутного фонду. Акція є цінним папером, вона посвідчує право її власника на отримання дивідендів від діяльності товариства, проте не дає права вимагати повернення коштів (сплачених за акцію), у тому числі при виході акціонера зі складу АТ.
Таким чином, АТ виступає більш сталим утворенням, існування якого не залежить від продажу акцій, виходу учасників. Ці риси, однак, не властиві товариству з обмеженою відповідальністю.